# Castilleja parvula
Castilleja parvula är en snyltrotsväxtart som beskrevs av Per Axel Rydberg. Castilleja parvula ingår i släktet målarborstar, och familjen snyltrotsväxter. Inga underarter finns listade i Catalogue of Life.